# Cung điện ở Brzeg Głogowski
Cung điện ở Brzeg Głogowski (tiếng Ba Lan: Pałac w Brzegu Głogowskim) là một trong những cung điện lâu đời, có từ thế kỷ 16, tọa lạc ở làng Brzeg Głogowski, huyện Głogowski, tỉnh Dolnośląskie, Ba Lan. Ở phía đông của cung điện có một công viên từ thế kỷ 19 và bao quanh bởi hai tòa nhà phụ. Công trình kiến trúc này có tên trong danh sách di tích.

## Đôi nét về cung điện
Cung điện ở Brzeg Głogowski có nguồn gốc từ một công trình dùng làm nơi ở cho các hiệp sĩ từ thời Trung cổ (được dự đoán là một trang viên từ thế kỷ 16). Sau đó, Von Herbstcin chính là người xây dựng và mở rộng nơi này thành một cung điện vào giai đoạn 1671-1685. Cung điện trải qua hai lần xây dựng nữa vào năm 1866 và vào đầu thế kỷ 20. Hiện tại, cung điện này không còn được sử dụng và đang dần xuống cấp nghiêm trọng.

## Kiến trúc
Đây là một cung điện hai tầng. Cung điện có các đỉnh hình tam giác và một ngọn tháp. Các mặt phía nam, phía bắc và phía đông được tô điểm bằng các họa tiết bằng vữa từ cuối thế kỷ 17. Phần phía tây cung điện có một cổng đá được trang trí từ cuối thế kỷ 18. Đại sảnh của cung điện có trần được làm bằng gương. Các phòng bên trong cung điện và nội thất ở tầng trệt vẫn còn tồn tại cho đến ngày nay.